# فرانسیسکو کاسامایور
فرانسیسکو کاسامایور (انگلیسی: Francisco Casamayor؛ زادهٔ ۲۹ ژانویهٔ ۱۹۴۹) وزنه‌برداری اهل کوبا بود.